# Lichtarchitektur

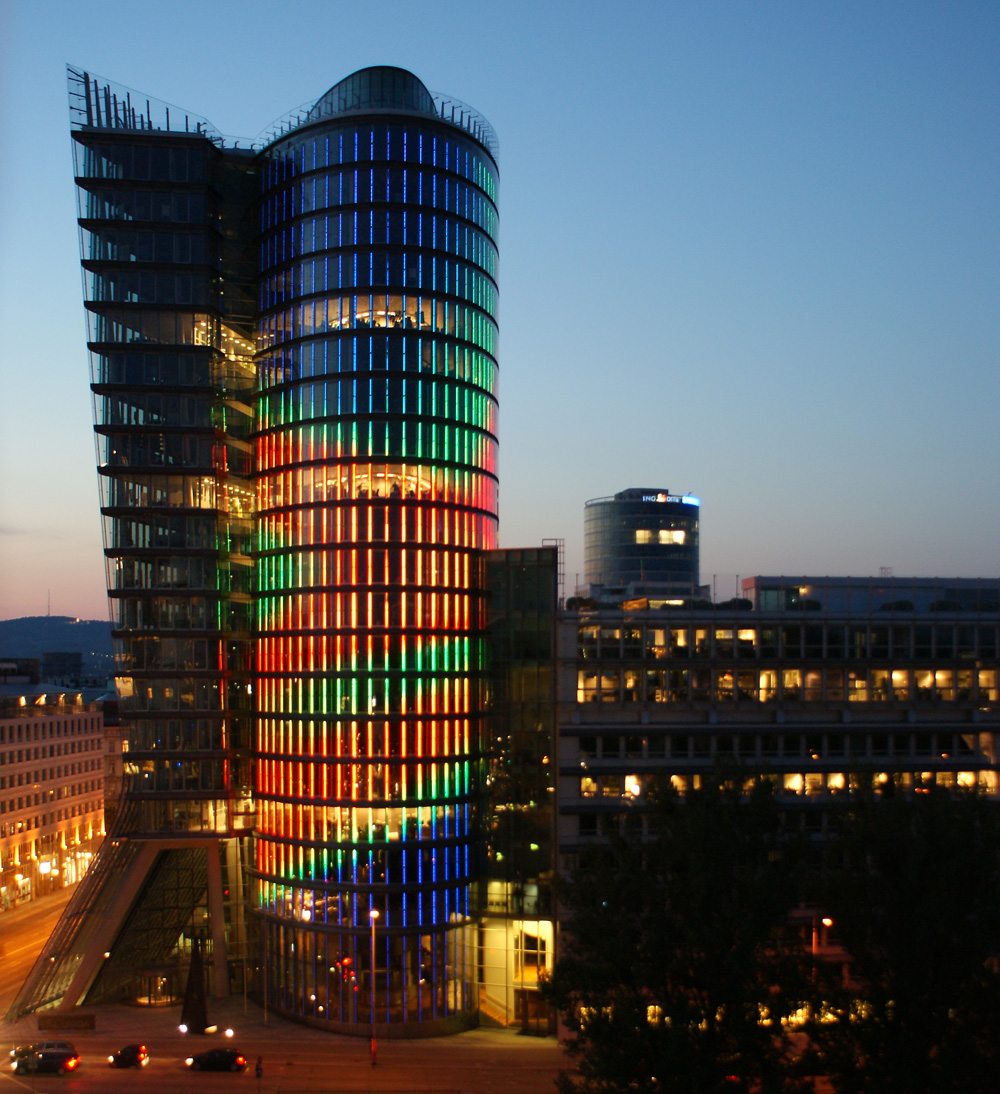
UNIQA Tower in Wien – Beispiel einer Lichtarchitektur, die durch computergesteuerte Leuchtmittel in der Fassade hervorgerufen wird

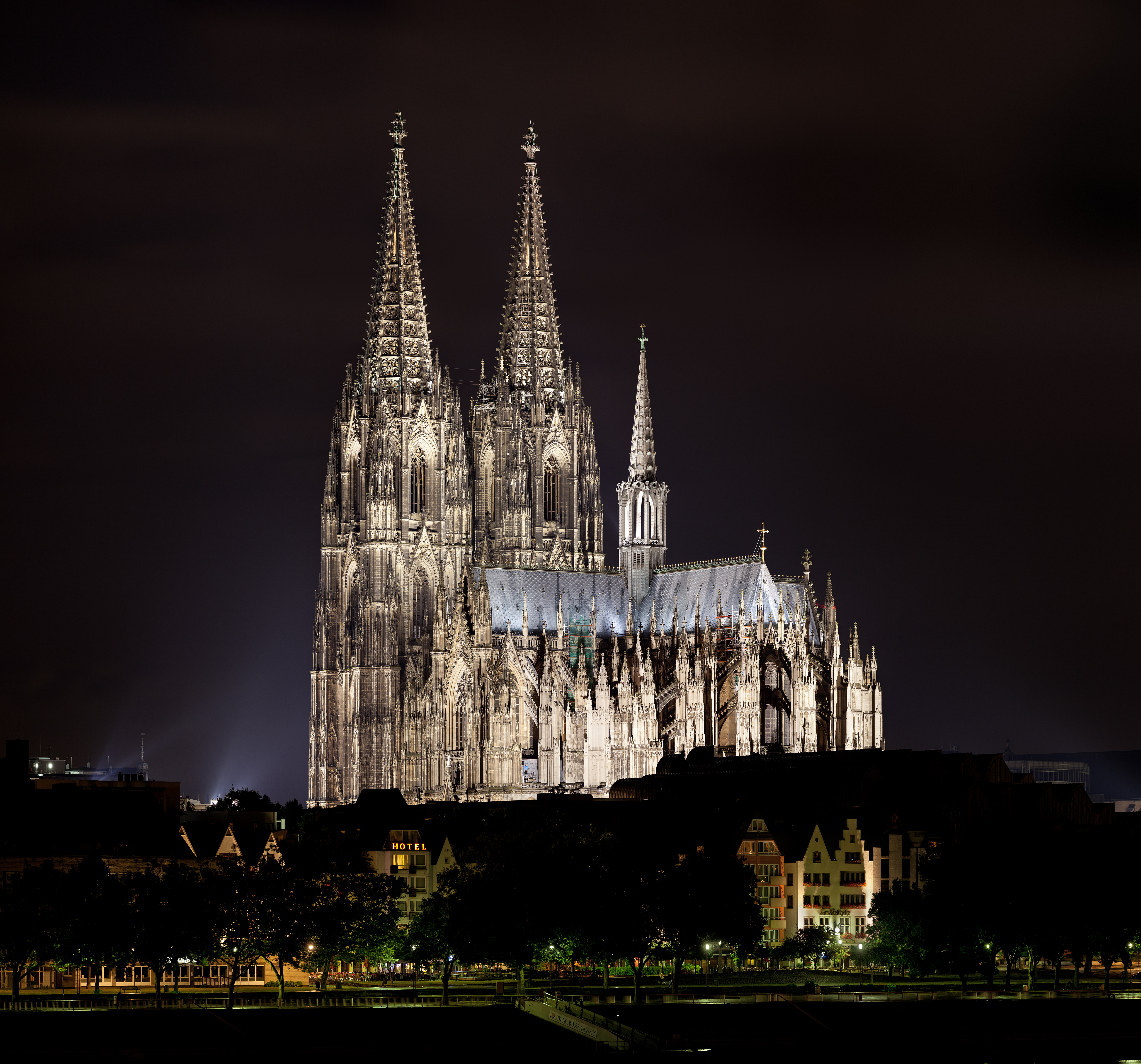
Kölner Dom – Beispiel einer Lichtarchitektur, die durch Bestrahlung der Fassade erzeugt wird

Der Begriff Lichtarchitektur wurde ab 1926 von dem Elektroingenieur Joachim Teichmüller bekannt gemacht und als Gebiet der Architektur und Beleuchtungstechnik fachlich geprägt. Er definierte ihn als eine Architektur, die „selbst lichtspezifische Wirkungen hervorbringt und diese genauso benützt wie irgendwelche anderen architektonischen Elemente“. Schon 1906 hatte Schriftsteller Paul Scheerbart dieses Wort in seiner Dichtung Münchhausen und Clarissa verwandt.
Teichmüller erläuterte den Begriff in dem Aufsatz Lichtarchitektur, der 1927 erschien. Ferner verwendete er ihn bei einer Ausstellung des Lichttechnischen Instituts (LTI) an der Technischen Hochschule Karlsruhe. Auf der „Lichttechnischen Ausstellung“ im Rahmen der Ausstellung GeSoLei in Düsseldorf wurde der Begriff 1926 erstmals „mit großen Lettern an eine Wand geschrieben“.

## Funktion und Wirkung
Das Erscheinungsbild eines Gebäudes kann durch Lichtarchitektur entscheidend beeinflusst werden. So hebt beispielsweise eine Fassadenbeleuchtung architektonische Besonderheiten hervor und verstärkt Schatten und Konturen der einzelnen Bauteile und Gliederungselemente, etwa Erker, Risalite, Gesimse und Lisenen.
Auch die Imagination einer Architektur durch Himmelsstrahler zählt zur Lichtarchitektur. So setzte Albert Speer zu den Olympischen Sommerspielen 1936 Scheinwerfer als „Baustoff Licht“ ein, um einen „Lichtdom“ zu erzeugen.
Lichtarchitektur kann außerdem durch eine Fassade bzw. Fassadenelemente entstehen, die selbst leuchten, zum Beispiel durch Leuchtmittel als integrale Fassadenbestandteile. Werden diese Elemente computergesteuert aktiviert, lassen sich dynamische Bildeffekte erzielen.
Eine umfassende Lichtarchitektur zielt durch ein Beleuchtungskonzept darauf ab, den Effekt der Nachtbeleuchtung zu maximieren und die umgebenden Einzelelemente, wie beispielsweise Leuchtreklame, Lichtwerbung, Flutlichter und Scheinwerfer in Einklang zu bringen. Beispiele für angewandte Lichtarchitektur sind etwa der Kölner Dom oder das Brandenburger Tor in Berlin.